# Tellimya phascolionis
Tellimya phascolionis är en musselart som först beskrevs av Philippe Dautzenberg och Fischer 1925.  Tellimya phascolionis ingår i släktet Tellimya och familjen Lasaeidae. Inga underarter finns listade i Catalogue of Life.